# Knutträsket
Knutträsket är en sjö i Storumans kommun i Lappland och ingår i Umeälvens huvudavrinningsområde. Sjön har en area på 0,787 kvadratkilometer och ligger 276 meter över havet. Sjön avvattnas av vattendraget Gunnarbäcken (Storbäcken).

## Delavrinningsområde
Knutträsket ingår i det delavrinningsområde (722015-158204) som SMHI kallar för Utloppet av Knutträsket. Medelhöjden är 288 meter över havet och ytan är 3,74 kvadratkilometer. Räknas de 15 avrinningsområdena uppströms in blir den ackumulerade arean 236,49 kvadratkilometer. Gunnarbäcken (Storbäcken) som avvattnar avrinningsområdet har biflödesordning 3, vilket innebär att vattnet flödar genom totalt 3 vattendrag innan det når havet efter 230 kilometer. Avrinningsområdet består mestadels av skog (79 procent). Avrinningsområdet har 0,79 kvadratkilometer vattenytor vilket ger det en sjöprocent på 21,2 procent.